# 中星6A
鑫诺六号通信衛星（英語：SinoSat-6），又叫中星6A通信衛星（英語：Chinasat 6A），是一颗运行在东经126.4度、赤道上空的通信广播卫星，用以接替于2007年7月投入使用的鑫诺三号通信广播卫星。相对于鑫诺三号，鑫诺六号的功率更高、信号覆盖的范围更广，其卫星波束可覆盖中国全境及部分周边的亚太地区，将进一步提高覆盖区内广播电视节目的传输容量和节目收视质量。鑫诺六号的设计寿命为15年，有24个C频段转发器、8个Ku频段转发器和1个S频段转发器，其中12B转发器传输“中央广播电视节目无线数字化覆盖工程”中央广播电视总台节目信号。

## 历史
搭载鑫诺六号的长征三号乙运载火箭于2010年9月5日凌晨零時14分在西昌卫星发射中心点火发射升空，火箭飛行約26分鐘後星箭分離，成功進入近地點高度213公里、遠地點高度4萬2061公里、軌道傾角25.2度的地球同步轉移軌道。之後，西安衛星測控中心及遠望號測量船將對衛星實施測量和變軌控制等之遥測作業任務。
发射升空当日凌晨零时25分左右，4枚残骸坠落在贵州省镇远县境内，其中1枚火箭外壳残骸分布在羊场镇及都坪镇境内，而另外3枚助推器残骸分别落在都坪镇天印村、地花村、大坝村境内。羊场镇龙洞村一村民目睹了残骸坠落的过程。残骸落地时的一瞬间产生极大气浪，造成60米直径范围内的植物枯萎，但没有造成人员伤亡和重大财产损失。当天14时，卫星整流罩残骸坠落于江西省遂川县汤湖镇南屏村。
2021年12月27日，中国国家广电总局下发紧急通知，称由于运行状态异常，中星6A上所有广播电视节目和数据流将于2021年12月29日凌晨转移到中星6C，参数和天线方位角不变；此前中星6C已受控漂移到中星6A附近，用于接替后者。

## 故障传言
由于鑫诺六号迟迟不宣布定点成功，有传言称鑫诺六号氦增压系统发生泄漏，有可能将运行寿命由设计寿命15年减少至10年。

## 外部連結
- 鑫諾六號衛星接收參數（页面存档备份，存于）